# Боковое давление грунта
Боковое давление грунта (англ. Lateral earth pressure)— давление, оказываемое грунтом в горизонтальном направлении.

## Номенлатура символов
В этой статье следующие переменные в уравнениях определяются следующим образом:
β
Угол откоса, измеренный по отношению к горизонтали
дельта
Угол трения о стену
θ
Угол стены, измеренный к вертикали
ф
Угол трения напряжения грунта
ф'
Эффективный угол трения напряжения грунта
φ'cs
Эффективный угол трения напряжения в критическом состоянии

## Коэффициент бокового давления грунта в состоянии покоя K0= 1 - \sin \phi'
Боковое давление грунта в естественной среде в состоянии покоя - произведение напряжения вскрышных пород, умноженное на Коэффициент бокового давления грунта в состоянии покоя K0. K0 можно получить различными способами в зависимости от модели грунта , а также: 
1. в полевых условиях на основе, например, дилатометрического теста (DMT) или скважинного прессометрического теста (PMT)
2. аналитически используя данные лабораторных испытаний по формуле Джеки {\displaystyle K_{0(NC)}=1-\sin \phi '}.[2][3] Формула Джеки считается применимой для рыхло отложенных песков, нормально сцементированных зернистых отложений[4][5][6] и нормально сцементированных глин.[7][8][9] С теоретической точки зрения формула {\displaystyle 1-\sin \phi '} идеально работает для двух крайних значений {\displaystyle \phi '}, где для {\displaystyle \phi '} = 0  дает {\displaystyle K_{0}=1} относится к гидростатическим условиям и для {\displaystyle \phi '} = 90 o (теоретическое значение) дает {\displaystyle K_{0}=0} относится к фрикционному материалу, который может стоять вертикально без поддержки, таким образом, не оказывая бокового давления. Эти крайние случаи являются достаточным доказательством того, что правильным выражением для коэффициента давления грунта в состоянии покоя является {\displaystyle K_{0}=1-\sin \phi '} . Hекоторые исследователи заявляют, что слегка изменённые формы уравнения Джеки лучше соответствуют их данным. Однако, хотя некоторые из этих модификаций приобрели большую популярность, они не обеспечивают более точной оценки {\displaystyle K_{0}} . Например, Брукер и Айрленд[7] {\displaystyle K_{0}=0.95-\sin \phi '} основывается на лабораторном определении {\displaystyle K_{0}} только пяти образцов, в то время как эффективный угол сопротивления сдвигу трех из них был получен из литературы, не имея на них никакого контроля. Более того, уточнения порядка нескольких процентных пунктов скорее подтверждают справедливость {\displaystyle K_{0}=1-\sin \phi '} выражение, чем превосходство изысканного выражения.Для сверхконсолидированных почв Мейн и Кулхави[10] предлагают следующее выражение: {\displaystyle K_{0(OC)}=K_{0(NC)}*OCR^{(\sin \phi ')}\ }. Формула требует определения профиля OCR с глубиной. OCR — коэффициент переуплотнения и {\displaystyle \phi '} — эффективный угол трения напряжений.
3. в российских источниках Коэффициент бокового давления грунта принято находить через Коэффициент Пуассона[11]

## Коэффициенты давления грунта Ренкина и расширение Белла для связных грунтов
Теория Ренкина дает решение поля напряжений, которое предсказывает активное и пассивное давление грунта. Для грунтов со сцеплением Белл разработал аналитическое решение, которое использует квадратный корень из коэффициента давления для прогнозирования вклада сцепления в общее результирующее давление. Эти уравнения представляют общее боковое давление грунта. Первый член представляет несвязный вклад, а второй член — связный вклад. Первое уравнение относится к условию активного давления грунта, а второе — к условию пассивного давления грунта.
{\displaystyle \sigma _{a}=K_{a}\sigma _{v}-2c'{\sqrt {K_{a}}}\ } (или {\displaystyle \sigma _{a}=K_{a}(q+\gamma *z)-2c'{\sqrt {K_{a}}}\ } в соответствии с СП 13330.2011)
{\displaystyle \sigma _{p}=K_{p}\sigma _{v}+2c'{\sqrt {K_{p}}}\ }
что c' и φ' эффективное сцепление и угол сопротивления грунта сдвигу соответственно. Для связных грунтов глубина трещины растяжения (относительно активного состояния) составляет:{\displaystyle z_{tc}={\frac {2c'}{\gamma \tan {(45^{o}-\phi '/2)}}}}
{\displaystyle K_{a}=\cos \beta {\frac {\cos \beta -{\sqrt {\cos ^{2}\beta -\cos ^{2}\phi '}}}{\cos \beta +{\sqrt {\cos ^{2}\beta -\cos ^{2}\phi '}}}}}
{\displaystyle K_{p}=\cos \beta {\frac {\cos \beta +{\sqrt {\cos ^{2}\beta -\cos ^{2}\phi '}}}{\cos \beta -{\sqrt {\cos ^{2}\beta -\cos ^{2}\phi '}}}}}
с горизонтальными составляющими давления грунта:
{\displaystyle \sigma _{a}=K_{a}\gamma z\cos \beta }
{\displaystyle \sigma _{p}=K_{p}\gamma z\cos \beta }
где β — угол наклона засыпки.

### Коэффициенты давления земли Кулона
Mayniel (1908) расширил уравнения Кулона для учёта сил трения о стенку δ. Мюллер-Бреслау (1906 г.) дополнительно обобщил уравнения Майниеля для негоризонтальной засыпки и невертикальной поверхности раздела грунт-стена (представленной углом θ от вертикали).
{\displaystyle K_{a}={\frac {\cos ^{2}\left(\phi '-\theta \right)}{\cos ^{2}\theta \cos \left(\delta +\theta \right)\left(1+{\sqrt {\frac {\sin \left(\delta +\phi '\right)\sin \left(\phi '-\beta \right)}{\cos \left(\delta +\theta \right)\cos \left(\beta -\theta \right)}}}\ \right)^{2}}}}
{\displaystyle K_{p}={\frac {\cos ^{2}\left(\phi '+\theta \right)}{\cos ^{2}\theta \cos \left(\delta -\theta \right)\left(1-{\sqrt {\frac {\sin \left(\delta +\phi '\right)\sin \left(\phi '+\beta \right)}{\cos \left(\delta -\theta \right)\cos \left(\beta -\theta \right)}}}\ \right)^{2}}}}
Обычно вместо K a в таблицу заносят горизонтальную часть K ah . Это то же самое, что K умножить на cos(δ+θ).
Фактическая сила давления грунта E a представляет собой сумму части E ag из-за веса земли, части E ap из-за дополнительных нагрузок, таких как движение транспорта, минус часть E ac из-за любого имеющегося сцепления.
E ag представляет собой интеграл давления по высоте стены, равный K , умноженный на удельный вес земли, умноженный на половину квадрата высоты стены.
В случае равномерной нагрузки от давления на террасу над подпорной стеной, E ap равно этому давлению, умноженному на K a, умноженному на высоту стены. Это применимо, если терраса горизонтальная или стена вертикальная. В противном случае E ap необходимо умножить на cos θ cosβ / cos(θ − β).
Eac обычно считается равным нулю, если значение сцепления не может поддерживаться постоянно.
Eag действует на поверхность стены на одной трети её высоты от дна и под углом δ к прямому углу на стене. E ap действует под тем же углом, но на половине высоты.

### Коэффициенты давления грунта Мононобе-Окабе и Капиллы для динамических условий
Коэффициенты давления грунта Мононобе-Окабе и Капиллы для динамических активных и пассивных напряжений были получены на той же основе, что и решение Кулона:{\displaystyle K_{ae}={\frac {\cos ^{2}{(\phi '-\psi -\beta )}}{\cos {\psi }\cos ^{2}{\beta }\cos(\delta +\beta +\psi ){\Bigl (}1+{\sqrt {\frac {\sin {(\phi '+\delta )}\sin {(\phi '-\psi +\alpha )}}{\sqrt {\cos {(\delta +\beta +\phi )}\cos {(\alpha -\beta )}}}}}{\Bigr )}^{2}}}}{\displaystyle K_{pe}={\frac {\cos ^{2}{(\phi '-\psi +\beta )}}{\cos {\psi }\cos ^{2}{\beta }\cos(\delta -\beta +\psi ){\Bigl (}1-{\sqrt {\frac {\sin {(\phi '+\delta )}\sin {(\phi '-\psi +\alpha )}}{\sqrt {\cos {(\delta -\beta +\phi )}\cos {(\alpha -\beta )}}}}}{\Bigr )}^{2}}}}с горизонтальными составляющими давления грунта:
{\displaystyle \sigma _{a}=K_{a}\gamma z\cos \beta }
{\displaystyle \sigma _{p}=K_{p}\gamma z\cos \beta }
где, {\textstyle k_{h}} а также {\textstyle k_{v}} — сейсмические коэффициенты горизонтального и вертикального ускорения соответственно, {\textstyle \psi =\arctan {(k_{h}/(1-k_{v}))}}, {\textstyle \beta } — угол наклона задней грани конструкции по отношению к вертикали, {\textstyle \delta } угол трения между конструкцией и грунтом и {\textstyle \alpha } — наклон обратного откоса.
Вышеупомянутые коэффициенты включены в нормы проектирования сейсмостойкости по всему миру (например, EN1998-5, AASHTO), поскольку Сид и Уитмен предложили их в качестве стандартных методов. Задачи с этими двумя решениями известны (например, см. Anderson ]), причем наиболее важной из них является квадратный корень из отрицательного числа для {\textstyle \phi '<\psi \mp \beta } (знак минус обозначает активный случай, а знак плюс обозначает пассивный случай).
Различные коды проектирования признают проблему с этими коэффициентами и либо пытаются интерпретировать, либо диктуют модификацию этих уравнений, либо предлагают альтернативы. В этом отношении:
- Еврокод 8[18] предписывает (без каких-либо объяснений) весь квадратный корень в формуле Мононобе-Окабе, когда он отрицательный, произвольно заменять единицей.
- AASHTO,[19] в дополнение к проблеме с квадратным корнем, признал консерватизм решения Мононобе-Окабе, приняв в качестве стандартной практики проектирования использование понижающего коэффициента для ожидаемого пикового ускорения грунта, предлагая {\textstyle k_{h}=(1/2)PGA} (куда {\textstyle PGA} это пиковое ускорение земли)
- Совет по сейсмической безопасности зданий[22] предполагает, что {\textstyle k_{h}=(2/3)PGA} по той же причине, что и выше
- Отчет GEO № 45[23] Инженерно-геологического управления Гонконга предписывает использование метода пробного клина, когда число под квадратным корнем отрицательное.

Отмечается, что приведенные выше эмпирические поправки на {\textstyle k_{h}} сделанные AASHTO и Советом по сейсмической безопасности зданий, возвращают коэффициенты давления грунта, очень близкие к коэффициентам, полученным с помощью аналитического решения, предложенного Пантелидисом.
Velosities скорости продольной и поперечной волны для динамических расчетов (по модулю и плотности материала) нужно, когда решаем динамическую задачу, например необходимо оценить влияние от забивки сваи, посмотреть активную зону влияния, какие колебания возникнут и дать прогноз (модель грунта может быть другой, будут сложности с границами, при динамике волны возбуждаются и они будут распространяться в горизонтальном направлении, как попали на границу они будут отражаться, есть специальные динамические условия Лисмера (будут поглощать)).

### Подход Мазиндрани и Ганджале для связных фрикционных грунтов с наклонной поверхностью
Мазиндрани и Ганджале представили аналитическое решение задачи о давлении грунта, оказываемом на неповрежденную стену без трения связным фрикционным грунтом с наклонной поверхностью. Полученные уравнения приведены ниже как для активного, так и для пассивного состояния:
{\displaystyle K_{a}={\frac {1}{\cos ^{2}\phi '}}{\biggl (}2\cos ^{2}\beta +2{\frac {c'}{\gamma z}}\cos \phi '\sin \phi '-{\sqrt {4\cos ^{2}\beta {\Bigl (}\cos ^{2}\beta -\cos ^{2}\phi '{\Bigr )}+4{\biggl (}{\frac {c'}{\gamma z}}{\biggl )}^{2}\cos ^{2}\phi '+8{\biggl (}{\frac {c'}{\gamma z}}{\biggl )}\cos ^{2}\beta \sin \phi '\cos \phi '}}{\biggl )}-1}
{\displaystyle K_{p}={\frac {1}{\cos ^{2}\phi '}}{\biggl (}2\cos ^{2}\beta +2{\frac {c'}{\gamma z}}\cos \phi '\sin \phi '+{\sqrt {4\cos ^{2}\beta {\Bigl (}\cos ^{2}\beta -\cos ^{2}\phi '{\Bigr )}+4{\biggl (}{\frac {c'}{\gamma z}}{\biggl )}^{2}\cos ^{2}\phi '+8{\biggl (}{\frac {c'}{\gamma z}}{\biggl )}\cos ^{2}\beta \sin \phi '\cos \phi '}}{\biggl )}-1}
с горизонтальными составляющими для активного и пассивного давления грунта составляют:
{\displaystyle \sigma _{a}=K_{a}\gamma z\cos \beta }
{\displaystyle \sigma _{p}=K_{p}\gamma z\cos \beta }
коэффициенты ka и kp для различных значений {\textstyle \phi '}, {\textstyle \beta }, и {\textstyle c'/(\gamma z)} можно найти в табличной форме в Мазиндрани и Ганджале.
Основываясь на аналогичной аналитической методике, Гнанапрагасам дал другое выражение для ka. Однако отмечается, что выражения Мазиндрани, Ганджале и Гнанапрагасама приводят к идентичным значениям активного давления грунта.
Следуя любому подходу для активного давления грунта, глубина трещины растяжения оказывается такой же, как и в случае нулевого наклона обратной засыпки (см. Расширение теории Ренкина Беллом).

### Единый подход Пантелидиса: обобщенные коэффициенты давления грунта
Пантелидис предложил единый полностью аналитический подход механики сплошной среды (основанный на первом законе движения Коши) для получения коэффициентов давления грунта для всех состояний грунта, применимый к связным фрикционным грунтам и как горизонтальным, так и вертикальным псевдостатическим условиям.
Используются следующие символы:
{\textstyle k_{h}} а также {\textstyle k_{v}} — сейсмические коэффициенты горизонтального и вертикального ускорения соответственно
{\textstyle c'}, {\textstyle \phi '} а также {\textstyle \gamma } — эффективное сцепление, эффективный угол внутреннего трения (пиковые значения) и удельный вес грунта соответственно.
{\textstyle c_{m}} подвижное сцепление грунта (мобильное сопротивление сдвигу грунта, то есть {\textstyle c_{m}} а также {\textstyle \phi _{m}} параметры могут быть получены либо аналитически, либо с помощью соответствующих карт; см. Пантелидис)
{\textstyle E} а также {\textstyle \nu } — эффективные постоянные упругости грунта (то есть модуль Юнга и коэффициент Пуассона соответственно)
{\textstyle H} высота стены
{\textstyle z} это глубина, на которой рассчитывается давление грунта

#### Вывод давления грунта в состоянии покоя по коэффициенту активного давления грунта
{\displaystyle K_{oe}=(1-\sin \phi ')\left(1+{\frac {k_{h}}{1-k_{v}}}\tan \phi '\right)-{\frac {1}{1-k_{v}}}{\frac {2c_{m}}{\gamma z}}\tan \left(45^{o}-{\frac {\phi '}{2}}\right)}с {\textstyle \sigma _{o}=K_{oe}(1-k_{v})\gamma z}

#### Коэффициентактивногодавления грунта
{\displaystyle K_{ae}={\frac {1-\sin \phi '}{1+\sin \phi '}}\left(1+2{\frac {k_{h}}{1-k_{v}}}\tan \phi '\right)-{\frac {1}{1-k_{v}}}{\frac {2c_{m}}{\gamma z}}\tan \left(45^{o}-{\frac {\phi '}{2}}\right)}с {\textstyle \sigma _{a}=K_{ae}(1-k_{v})\gamma z}

#### Коэффициентпассивногодавления грунта
{\displaystyle K_{pe}={\frac {1+\sin \phi '}{1-\sin \phi '}}\left(1-2{\frac {k_{h}}{1-k_{v}}}\tan \phi '\right)+{\frac {1}{1-k_{v}}}{\frac {2c_{m}}{\gamma z}}\tan \left(45^{o}+{\frac {\phi '}{2}}\right)}с {\textstyle \sigma _{p}=K_{pe}(1-k_{v})\gamma z}

#### Вывод давления грунта в состоянии покоя по коэффициенту активного давления грунта
{\displaystyle K_{xe,a}={\biggl (}{\frac {1-\sin \phi '}{1+\sin \phi '}}{\biggr )}{\biggl (}\left(1-\xi \sin \phi '\right)-{\frac {k_{h}}{1-k_{v}}}\tan \phi '(2+\xi (1-\sin \phi ')){\biggl )}-{\frac {1}{1-k_{v}}}{\frac {2c_{m}}{\gamma z}}\tan \left(45^{o}-{\frac {\phi '}{2}}\right)}с {\textstyle \sigma _{x,a}=K_{xe,a}(1-k_{v})\gamma z}

#### Коэффициентпромежуточногодавления грунта на пассивную «сторону»
{\displaystyle K_{xe,p}={\biggl (}{\frac {1+\sin \phi '}{1-\sin \phi '}}{\biggr )}^{\xi _{1}}{\biggl (}\left(1+\xi \sin \phi '\right)+\xi _{2}{\frac {k_{h}}{1-k_{v}}}\tan \phi '(2+\xi (1+\sin \phi ')){\biggl )}+{\frac {1}{1-k_{v}}}{\frac {2c_{m}}{\gamma z}}{\Biggl (}{\frac {\tan \left(45^{o}+{\frac {\phi '}{2}}\right)}{\tan \left(45^{o}-{\frac {\phi '}{2}}\right)}}{\Biggr )}^{\xi _{1}}\tan \left(45^{o}-{\frac {\phi '}{2}}\right)}куда, {\textstyle \xi _{1}=1+\xi }, {\textstyle \xi _{2}={\frac {2}{m}}-1}, {\textstyle \xi ={\frac {m-1}{m+1}}{\Bigl (}1-{\frac {1}{m}}{\Bigr )}-1} а также {\textstyle m={\Bigl (}1-{\frac {\Delta x}{\Delta x_{max}}}{\Bigr )}^{-1}}
с {\textstyle \sigma _{x,p}=K_{xe,p}(1-k_{v})\gamma z}
{\textstyle \xi _{1}} а также {\textstyle \xi _{2}} — параметры, связанные с переходом грунтового клина из состояния покоя в грунтовый клин пассивного состояния (то есть угол наклона грунтового клина, изменяющийся от {\textstyle 45^{o}+\phi '/2} к {\textstyle 45^{o}-\phi '/2} . Также, {\textstyle \Delta x} а также {\textstyle \Delta x_{max}} боковое смещение стенки и боковое (максимальное) смещение стенки, соответствующее активному или пассивному состоянию (оба на глубине {\textstyle z}). Последний приведен ниже.

#### Боковое максимальное смещение стенки, соответствующее активному или пассивному состоянию
{\displaystyle \Delta x_{max}={\frac {\pi }{4}}{\frac {1-\nu ^{2}}{E}}{\frac {(H+z)^{3}(H-z)}{H^{2}z}}\Delta \mathrm {K} (1-k_{v})\gamma z}для гладкой подпорной стены и{\displaystyle \Delta x_{max}={\frac {\pi }{4}}{\frac {(3-\nu -4\nu ^{2})(1+\nu )}{E}}{\Biggl (}{\frac {1-\nu ^{2}}{H^{2}-z^{2}}}+{\frac {\nu (1+\nu )H-(1-\nu ^{2})z}{(H+z)^{3}}}{\Biggl )}^{-1}{\frac {1}{H}}\Delta \mathrm {K} (1-k_{v})\gamma z}для черновой подпорной стены
с {\textstyle \Delta \mathrm {K} =K_{oe}-K_{xe,a}} или же {\textstyle \Delta \mathrm {K} =K_{xe,p}-K_{oe}} для активной и пассивной «стороны» соответственно.

#### Глубина трещины растяжения (активное состояние) или нейтральной зоны (состояние покоя)
Глубина нейтральной зоны в состоянии покоя равна:{\displaystyle z_{nz}={\frac {c'}{(1-k_{v})\gamma \tan {\phi '}}}{\Biggl [}{\frac {1}{{\biggl (}\cos {\phi '}+{\frac {k_{h}}{1-k_{v}}}\sin {\phi '}{\biggl )}^{2}}}-1{\Biggl ]}}а глубина трещины растяжения в активном состоянии:{\displaystyle z_{tc}={\frac {c'}{(1-k_{v})\gamma \tan {\phi '}}}{\Biggl [}{\frac {\tan ^{2}(45+\phi '/2)}{{\biggl (}1+2{\frac {k_{h}}{1-k_{v}}}\tan {\phi '}{\biggl )}^{2}}}-1{\Biggl ]}}В статических условиях ({\displaystyle k_{h}} знак равно {\displaystyle k_{v}} =0), где мобилизованная сплоченность, {\displaystyle c_{m}}, равно значению сцепления в критическом состоянии, {\displaystyle c'}, приведенное выше выражение преобразуется в известное:{\displaystyle z_{tc}={\frac {2c'}{\gamma \tan {(45^{o}-\phi '/2)}}}}

### Коэффициент мобилизации силы (SMF) к c' и tanφ'
Согласно Руководству EM1110-2-2502, соответствующее значение SMF позволяет рассчитать давление грунта, превышающее активное, с использованием уравнения активной силы Кулона. Приняв среднее значение SMF, равное 2/3 вдоль кулоновской поверхности разрушения, было показано, что для чисто фрикционных грунтов полученное значение коэффициента давления грунта достаточно хорошо совпадает с соответствующим значением, полученным из уравнения Джеки. {\displaystyle K_{0}=1-\sin \phi '} уравнение.
В решении, предложенном Пантелидисом, фактор SMF равен {\displaystyle 1/f_{m}} соотношение и то, что было предусмотрено EM1110-2-2502, можно точно рассчитать.
Пример № 1: Для {\displaystyle c'} =0кПа, {\displaystyle \phi '} =30 °, γ=18 кН/м 3, {\displaystyle k_{h}} =0,3, {\displaystyle k_{v}} =0,15 и {\displaystyle z} =2 м, для состояния покоя {\displaystyle K_{oe}} =0,602, {\displaystyle c_{m}} =0 кПа и {\displaystyle \phi _{m}} =14,39 o . Используя это ({\displaystyle c_{m}}, {\displaystyle \phi _{m}}) пара значений вместо ({\displaystyle c'}, {\displaystyle \phi '}) пара значений и {\displaystyle k_{h}} знак равно {\displaystyle k_{v}} =0 в коэффициенте активного давления грунта ({\textstyle K_{ae}}) заданный ранее, последний возвращает коэффициент давления грунта, равный 0,602, то есть снова коэффициент давления грунта в состоянии покоя.
Пример № 2: Для {\displaystyle c'} =0кПа, {\displaystyle \phi '} =30 °, γ=18 кН/м 3, {\displaystyle k_{h}} =0,3, {\displaystyle k_{v}} =0,15 и {\displaystyle z} =2 м, для состояния покоя {\displaystyle K_{oe}} =0,602, {\displaystyle c_{m}} =0 кПа и {\displaystyle \phi _{m}} =14,39 o . Используя это ({\displaystyle c_{m}}, {\displaystyle \phi _{m}}) пара значений вместо ({\displaystyle c'}, {\displaystyle \phi '}) пара значений и {\displaystyle k_{h}} знак равно {\displaystyle k_{v}} =0 в коэффициенте активного давления грунта ({\textstyle K_{ae}}) заданный ранее, последний возвращает коэффициент давления грунта, равный 0,602, то есть снова коэффициент давления грунта в состоянии покоя.